# Anthony Kumpen
Anthony Kumpen, né le 3 novembre 1978, est un pilote automobile belge engagé en Belcar Endurance Championship.

## Palmarès
- Belcar Endurance Championship
  - Champion dans la catégorie GT2 en 1998
  - Champion en 2004, 2006 et 2010

- 24 Heures de Zolder
  - Vainqueur en 2000, 2002, 2003, 2004 et 2012

- 24 Heures de Spa
  - Vainqueur en 2009

- 24 Heures du Mans
  - Quatre participations mais quatre abandons

- FIA GT
  - Vice-champion en 2009
  - Vainqueur des 500 km Donington en 2002, des 500 km d'Imola et des 500 km Zhuhai en 2005, des 500 km du Paul Ricard en 2006, des 2 Heures de San Luis en 2008 et des 2 Heures d'Oschersleben en 2009

## Résultats aux 24 Heures du Mans
| Année | Voiture              | Équipe                | Équipiers                                 | Résultat |
| ----- | -------------------- | --------------------- | ----------------------------------------- | -------- |
| 2001  | Dodge Viper GTS-R    | Paul Belmondo Racing  | Grégoire de Galzain / Jean-Claude Lagniez | Abandon  |
| 2002  | Chrysler Viper GTS-R | Team Carsport Holland | Mike Hezemans / Gabriele Matteuzzi        | Abandon  |
| 2003  | Pagani Zonda GR      | Carsport America      | Mike Hezemans / David Hart                | Abandon  |
| 2004  | Lola B2K/10          | Taurus Sports Racing  | Phil Andrews / Calum Lockie               | Abandon  |